# جيمس كيد فليمنيغ
جيمس كيد فليمنيغ هو سياسي كندي، ولد في 27 أبريل 1868 في Woodstock, New Brunswick ‏ في كندا، وتوفي في 10 فبراير 1927 في نيو برونزويك في كندا. نشط حزبياً في حزب كندا المحافظ.

## مناصب
- انتخب عضو مجلس العموم الكندي عن دائرة Victoria—Carleton [الإنجليزية]‏ (29 أكتوبر 1925 – 10 فبراير 1927).
- انتخب عضو الجمعية التشريعية لنيو برونزويك ‏ (14 يناير 1900 – 17 ديسمبر 1914).
- انتخب عضو مجلس العموم الكندي عن دائرة Victoria—Carleton [الإنجليزية]‏ (29 أكتوبر 1925 – 10 فبراير 1927).
- انتخب Premier of New Brunswick [الإنجليزية]‏ (16 أكتوبر 1911 – 17 ديسمبر 1914).